# Speicher Schorlingborstel 2
Der Speicher Schorlingborstel 2 in Bassum-Schorlingborstel, drei km südöstlich vom Kernort, stammt aus dem 18. Jahrhundert.
Das Gebäude ist ein Baudenkmal in Bassum.

## Geschichte
Der eingeschossige Speicher in Fachwerk mit Steinausfachungen und Satteldach sowie dem Ladebalken und zwei aufgefrischten Inschriften im Giebel wurde 1739 für Eberhard Meijer und Imcke Colloceo gebaut. Der Speicher gehörte früher zu einem Häuslingshaus.